# Campionato mondiale militare di scherma 2017
Il Campionato mondiale militare di scherma del 2017 ("2017 World Military Fencing Championships") è stato organizzato dalla Federazione internazionale della scherma e si è svolto al PalaTupparello di Acireale in Italia dal 13 al 17 settembre.
Nel fioretto, si sono aggiudicati i titoli di campione e campionessa mondiale militare l'italiano Alessio Foconi, che ha battuto in finale il francese Enzo Lefort, e l'italiana Francesca Palumbo che ha avuto la meglio sulla connazionale Camilla Mancini.
Nella spada il francese Mathias Biabiany ha battuto in finale l'italiano Enrico Garozzo, ottenendo il titolo mondiale militare maschile, mentre tra le donne la russa Tatyana Andryushina ha superato la francese Coraline Vitalis.
Nella sciabola il tedesco Matyas Szabo prevale sul russo Kamil Ibragimov, mentre la russa Svetlana Kormilicyna ha battuto la rumena Bianca Pascu.
Nel campionato mondiale militare a squadre maschili, la nazionale italiana ha prevalso nella finale del fioretto contro la Francia, mentre la nazionale russa ha vinto nella spada contro la formazione svizzera, ed infine la nazionale italiana ha avuto la meglio sulla compagine ucraina nella sciabola.
Nel campionato mondiale militare a squadre femminili, la nazionale italiana ha prevalso nella finale del fioretto contro la Germania, l'Ucraina ha vinto nella spada contro la compagine polacca, ed infine la formazione francese ha avuto la meglio sulla nazionale russa nella sciabola.

## Podi

### Uomini
| Specialità  | Oro                                                                    | Argento                                                            | Bronzo                                                               |
| Individuali |                                                                        |                                                                    |                                                                      |
| Fioretto    | Alessio Foconi                                                         | Enzo Lefort                                                        | Daniele Garozzo Kwanghyun Lee                                        |
| Spada       | Mathias Biabiany                                                       | Enrico Garozzo                                                     | Alan Fardzinov Maksym Khvorost                                       |
| Sciabola    | Matyas Szabo                                                           | Kamil Ibragimov                                                    | Richard Hübers Andriy Yagodka                                        |
| A squadre   |                                                                        |                                                                    |                                                                      |
| Fioretto    | Italia Giorgio Avola Andrea Cassarà Alessio Foconi Daniele Garozzo     | Francia Enzo Lefort Baptiste Mourrain Alexandre Sido -             | Russia Timur Arslanov Aleksej Čeremisinov Timur Khovanskii -         |
| Spada       | Russia Alan Fardzinov Nikolay Storozhilov Pavel Sukhov Igor' Turčin    | Svizzera Georg Kuhn Lucas Malcotti Alexandre Pittet Frederik Weber | Cina Zhengnan Cai Guojie Li Zhen Li Yufeng Zhao                      |
| Sciabola    | Italia Matteo Neri Diego Occhiuzzi Alberto Pellegrini Giovanni Repetti | Ucraina Bogdan Platonov Oleksiy Statsenko Andriy Yagodka -         | Germania Richard Hübers Maximilian Kindler André Sanita Matyas Szabo |

### Donne
| Specialità  | Oro                                                                                | Argento                                                                                     | Bronzo                                                                     |
| Individuali |                                                                                    |                                                                                             |                                                                            |
| Fioretto    | Francesca Palumbo                                                                  | Camilla Mancini                                                                             | Anne Sauer Martyna Synoradzka                                              |
| Spada       | Tat'jana Andrjušina                                                                | Coraline Vitalis                                                                            | Rossella Fiamingo Mara Navarria                                            |
| Sciabola    | Svetlana Kormilicyna                                                               | Bianca Pascu                                                                                | Manon Apithy-Brunet Bogna Jóźwiak                                          |
| A squadre   |                                                                                    |                                                                                             |                                                                            |
| Fioretto    | Italia Martina Batini Camilla Mancini Francesca Palumbo Elisa Vardaro              | Germania Freya Cenker Tamina Knauer Anne Sauer -                                            | Russia Jana Alborova Julia Birjukova Anastasia Ivanova Adelina Zagidullina |
| Spada       | Ucraina Dzhoan Feybi Bezhura Inna Brovko Vlada Char'kova Olena Kryvyc'ka           | Polonia Blanka Blach Danuta Dmowska-Andrzejuk Magdalena Piekarska-Twardochel Ewa Trzebinska | Italia Francesca Boscarelli Marta Ferrari Rossella Fiamingo Mara Navarria  |
| Sciabola    | Francia Manon Apithy-Brunet Caroline Queroli Pauline Ranvier Charleine Taillandier | Russia Dina Galiakbarova Olga Nikitina Marija Ridel Svetlana Kormilicyna                    | Italia Michela Battiston Martina Criscio Rebecca Gargano Chiara Mormile    |

## Medagliere
| Pos.   | Nazione       | Oro | Argento | Bronzo | Totale |
| ------ | ------------- | --- | ------- | ------ | ------ |
| 1      | Italia        | 5   | 2       | 5      | 12     |
| 2      | Russia        | 3   | 2       | 3      | 8      |
| 3      | Francia       | 2   | 3       | 1      | 6      |
| 4      | Germania      | 1   | 1       | 3      | 5      |
| 5      | Ucraina       | 1   | 1       | 2      | 4      |
| 6      | Polonia       | 0   | 1       | 2      | 3      |
| 7      | Romania       | 0   | 1       | 0      | 1      |
| 7      | Svizzera      | 0   | 1       | 0      | 1      |
| 9      | Cina          | 0   | 0       | 1      | 1      |
| 9      | Corea del Sud | 0   | 0       | 1      | 1      |
| Totale | Totale        | 12  | 12      | 18     | 42     |